# تشارلز هولاند لوك
تشارلز هولاند لوك هو قاضي كندي، ولد في 16 سبتمبر 1887 في Morden, Manitoba ‏ في كندا، وتوفي في 30 مايو 1980.